# Tasidyptes
Tasidyptes — назва ряду субфосильних останків пінгвінів, знайдених у голоценовому середовищі аборигенів на території Стокярд на острові Хантер, у протоці Басса в 5 км від західного краю північного узбережжя Тасманії, Австралія. За даними радіовуглецевого аналізу, останки були оцінені приблизно в 760 ± 70 років і були використані як основа для опису нового роду та виду, Tasidyptes hunteri.
Достовірність таксона була поставлена під сумнів через фрагментарний характер скам'янілостей, відсутність відмінності деяких з них від роду Eudyptes та їхнє походження в різних стратиграфічних шарах середини. Подальше дослідження ДНК показало, що кістки належали трьом різним видам пінгвінів, усі вони збереглися до наших днів: чубатому пінгвіну Фіордленду, чубатому пінгвіну Снерс та казковому пінгвіну. У результаті Tasidyptes hunteri є недійсною назвою.